# Franvillers
Franvillers is een gemeente in het Franse departement Somme (regio Hauts-de-France) en telt 493 inwoners (1999). De plaats maakt deel uit van het arrondissement Amiens.

## Geografie
De oppervlakte van Franvillers bedraagt 4,8 km², de bevolkingsdichtheid is 102,7 inwoners per km².
De onderstaande kaart toont de ligging van Franvillers met de belangrijkste infrastructuur en aangrenzende gemeenten.

## Demografie
Onderstaande figuur toont het verloop van het inwonertal (bron: INSEE-tellingen).